# Argandacã
Argandacã (Arghandakan) é uma vila do Afeganistão, localizada na província de Badaquexão.